# Pellice
Il Pellice (Pèlis in occitano e in piemontese) è un grosso torrente del Piemonte, primo importante affluente in sinistra orografica del Po. Il suo corso si sviluppa interamente all'interno del territorio della provincia di Torino per una lunghezza totale di 53 km; il perimetro del suo bacino è di 179 km.

## Percorso
Nasce dalle Alpi Cozie e precisamente dal versante occidentale del Monte Granero, dal quale scende inizialmente assai ripido verso Nord per poi compiere un'ampia curva verso Est dove raggiunge il comune di Bobbio Pellice.
Prima di Bobbio raccoglie le acque di vari torrenti provenienti da valli laterali e subito dopo quelle del torrente Ghiacciard, anche lui proveniente dal massiccio del Monte Granero, ma dal versante orientale, formando quindi l'omonima valle.
Durante il suo tragitto riceve altri torrenti, tra cui l'Angrogna (che dà il nome al comune omonimo), il Luserna e il Chiamogna, che forma la Val Domenica (presso il comune di Bricherasio).
Dopo il percorso montano inizia il percorso in pianura transitando a metà strada fra i comuni di Bibiana e Bricherasio. Passa nei pressi del santuario di Montebruno. Dopo poco più di 12 chilometri, tra i comuni di Cavour e Vigone, riceve le acque del torrente Chisone che ne raddoppiano la portata media.
Proseguendo si allaga in ampi ghiaioni e si dirama in svariati bracci minori per andare poi a sfociare nel fiume Po in territorio del Comune di Villafranca Piemonte.
La "Confluenza Po - Pellice" è stata dichiarata SIC (codice: IT1110015).

## Principali affluenti
- In sinistra idrografica:
  - torrente Subiasco (nasce dalla punta Cialancia e confluisce nel Pellice a Bobbio[3]);
  - torrente Rospard (nasce dal monte Vandalino e raggiunge il Pellice a Villar[3]);
  - torrente Angrogna;
  - torrente Chiamogna;
  - torrente Chisone.
- In destra idrografica:
  - torrente Ghiacciard (nasce sul versante orientale del monte Granero e, dopo aver percorso la Comba dei Carbonieri, va a confluire nel Pellice tra Bobbio e Villar[3]);
  - torrente Luserna.

## Portata e regime
Il Pellice, nonostante la denominazione di torrente, è un corso d'acqua a flusso perenne.
Soggetto a piene violente in caso di precipitazioni abbondanti è caratterizzato da deflussi abbastanza copiosi:
- a Luserna: marzo 2.7 m³/s; aprile 6 m³/s; maggio 12.3 m³/s; giugno 15.1 m³/s; luglio 3.7 m³/s;
- presso la foce: media 21,3 m³/s.[2]

## Caratteristiche
- km 10 - km 21 (Villar Pellice-Ponte di Bibiana) torrente d'acqua selvaggia non regolamentato, in valle ampia ed aperta, attraverso zone boscose; acqua cristallina, forte velocità della corrente, letto ampio ad eccezione del tratto di gole dopo Luserna.
- km 21 - km 27 (ponte di Bibiana-Confluenza nel Po) fino al ponte di Garzigliana acqua molto veloce, poi letto ampio e ciottoloso con molte ramificazioni ed isolotti, tratti arginati con pietre di cava.

## Territori comunali interessati

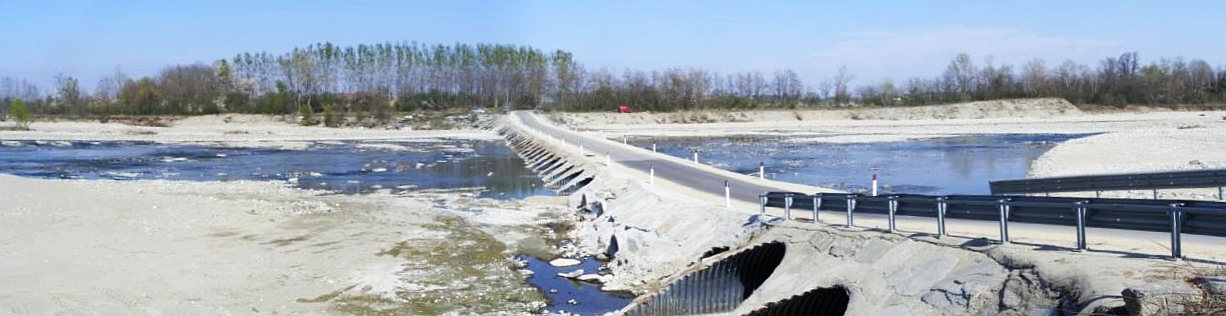
Il guado sul Pellice tra Zucchea e Cavour

- Bobbio Pellice
- Villar Pellice
- Torre Pellice
- Luserna San Giovanni
- Bibiana
- Bricherasio
- Campiglione Fenile
- Garzigliana
- Vigone
- Villafranca Piemonte
- Pancalieri